# Kabinett Giolitti I
Das Kabinett Giolitti I regierte das Königreich Italien vom 15. Mai 1892 bis zum 15. Dezember 1893. Es löste das Kabinett Rudinì I ab. Ministerpräsident war erstmals Giovanni Giolitti.

## Entstehung und Entwicklung
Das Kabinett Giolitti I war das 29. Kabinett des Königreiches und ein Jahr und sieben Monate im Amt. Es wurde von der Historischen Linken (italienisch Sinistra storica) gestützt. Bei der Abstimmung über das Regierungsprogramm der neu angetretenen Regierung am 15. Mai 1892 in der Abgeordnetenkammer wurde es von einer knappen Mehrheit von neun Stimmen unterstützt. Giolitti reichte daraufhin seinen Rücktritt ein, der von König Umberto I. jedoch abgelehnt wurde. Fast genau ein Jahr später trat der Justizminister Bonacci zurück, nachdem die Abgeordnetenkammer seinen Haushaltsplan verworfen hatte. In der Folge reichte Giolitti erneut seinen Rücktritt ein, den Umberto I. allerdings erneut ablehnte. Lediglich der Rücktritt Bonaccis wurde vom König akzeptiert. Giolitti stürzte schließlich im November 1893, als die parlamentarische Opposition den Skandal um die Banca Romana aufdeckte, in den auch Giolitti verwickelt war. König Umberto I. beauftragte daraufhin Giuseppe Zanardelli mit der Bildung einer Regierung. Da der Dreibundverbündete Österreich-Ungarn aber gegen die Ernennung des aus Tirol stammenden Generals Oreste Baratieri als Außenminister protestierte, wurde Francesco Crispi mit dem Regierungsauftrag betraut, der am 15. Dezember 1893 das Kabinett Crispi III vorstellte.

## Minister

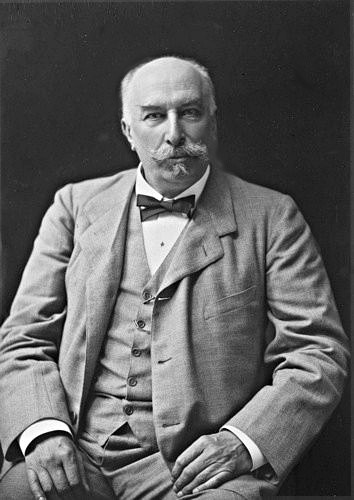
Giovanni Giolitti

| Ministerien                          | Name |
| ------------------------------------ | --- |
| Ministerpräsident                    | Giovanni Giolitti |
| Äußeres                              | Benedetto Brin |
| Inneres                              | Giovanni Giolitti |
| Justiz und Kirchenangelegenheiten    | Teodorico Bonacci (bis 15. Mai 1892) Lorenzo Eula (bis 7. Juli 1893) Francesco Santamaria-Nicolini (bis 26. September 1893) Giacomo Armò (ab 27. September 1893) |
| Krieg                                | Luigi Pelloux |
| Marine                               | Simone Pacoret de Saint Bon (bis 26. November 1892) Benedetto Brin (geschäftsführend bis 7. Dezember 1892) Carlo Alberto Racchia (ab 8. Dezember 1892)           |
| Finanzen                             | Vittorio Ellena (bis 6. Juli 1892) Bernardino Grimaldi (bis 23. Mai 1893) Lazzaro Gagliardo (ab 24. Mai 1893)                                                    |
| Schatz                               | Bernardino Grimaldi |
| Öffentliche Arbeiten                 | Francesco Genala (bis 11. November 1893) Giovanni Giolitti (geschäftsführend ab 12. November 1893)                                                               |
| Bildung                              | Ferdinando Martini |
| Landwirtschaft, Industrie und Handel | Pietro Lacava |
| Post und Telegraphie                 | Camillo Finocchiaro Aprile |